# Pearl (음반)
| 전문가 평가                   | 전문가 평가 |
| 평가 점수                     | 평가 점수   |
| 출처                          | 점수        |
| ----------------------------- | ----------- |
| AllMusic                      | [ 1 ]       |
| Rolling Stone                 | (favorable) |
| The Rolling Stone Album Guide | [ 3 ]       |
| The Village Voice             | A–          |

《Pearl》은 1971년 1월에 사후에 발매된 재니스 조플린의 두 번째이자 마지막 솔로 스튜디오 음반이다. 그녀의 직접 참여가 담긴 마지막 음반이었고, 그녀의 마지막 투어 유닛인 풀 틸트 부기 밴드로 녹음된 유일한 조플린 음반이었다. 이 음반은 9주 동안 그 자리를 지킨 빌보드 200에서 1위를 차지했고, 미국 음반 산업 협회에 의해 4배 플래티넘 인증을 받았다.

## 유산
1999년 8월 31일 CD로 리마스터드된 《Pearl》의 재발행이 발표되었다. 1970년 7월 4일에 녹음된 페스티벌 익스프레스 투어의 이전에 공개되지 않은 4개의 라이브 녹음을 보너스 트랙으로 포함시켰다. 2003년 이 음반은 《롤링 스톤》이 선정한 역사상 가장 위대한 음반 500장 중 122위에 올라, 2012년 개정 음반 125위로 옮겨졌다. 2005년 6월 14일, 〈Happy Trails〉의 존 레논에게 보내는 생일 메시지, 조플린에 대한 기악적인 헌사에서 풀 틸트 부기 밴드의 재회 등 보너스 트랙이 등장하였다. 두 번째 음반에는 1970년 6월 28일에서 7월 4일 사이에 녹음된 페스티벌 익스프레스 투어의 확장된 세트가 포함되어 있었다.

## The Pearl Sessions
이 음반은 2012년에 《The Pearl Sessions》로 세 번째 디스크로 재발매되었다. 1971년 컬럼비아 레코드가 발매했을 때 《Pearl》 바이닐 음반을 구성하는 곡들을 대체적으로 취입한 것이다. 조플린과 폴 A. 로스차일드가 이야기를 나누는 녹음은 듣는 사람들에게 그들의 창조적인 음악 과정에 대한 통찰력을 준다.

## 곡 목록
| #  | 제목                          | 작사·작곡                | 재생 시간 |
| -- | ----------------------------- | ------------------------ | --------- |
| 1. | 〈Move Over〉                 | 재니스 조플린            | 3:39      |
| 2. | 〈Cry Baby〉                  | 제리 라고보이, 버트 번스 | 3:55      |
| 3. | 〈A Woman Left Lonely〉       | 댄 펜, 스푸너 올덤       | 3:27      |
| 4. | 〈Half Moon〉                 | 존 홀, 조안나 홀         | 3:51      |
| 5. | 〈Buried Alive in the Blues〉 | 닉 그레이브니트          | 2:24      |

| #  | 제목                     | 작사·작곡                          | 재생 시간 |
| -- | ------------------------ | ---------------------------------- | --------- |
| 1. | 〈My Baby〉              | 라고보이, 모트 슈만                | 3:44      |
| 2. | 〈Me and Bobby McGee〉   | 크리스 크리스토퍼슨, 프레드 포스터 | 4:29      |
| 3. | 〈Mercedes Benz〉        | 조플린, 밥 뉴워스, 마이클 맥클루어 | 1:46      |
| 4. | 〈Trust Me〉             | 바비 워맥                          | 3:15      |
| 5. | 〈Get It While You Can〉 | 라고보이, 슈만                     | 3:23      |

## 인증
| 국가                                                            | 인증        | 판매량/출하량 |
| --------------------------------------------------------------- | ----------- | ------------- |
| 캐나다 (뮤직 캐나다)                                            | 4× 플래티넘 | 400,000^      |
| 일본 (RIAJ) 1990 release                                        | 골드        | 100,000^      |
| 영국 (BPI)                                                      | 실버        | 60,000        |
| 미국 (RIAA)                                                     | 4× 플래티넘 | 4,000,000^    |
| ^출하량을 기반으로 한 인증 · 판매량+스트리밍을 기반으로 한 인증 |             |               |